# Лисохвост коленчатый
Лисохвост коленчатый (лат. Alopecúrus geniculátus) — злак, вид рода Лисохвост (Alopecurus).
Часто встречается по увлажнённым местам, близкий вид лисохвосту равному. Отличается от последнего коленчато изогнутыми остями нижних цветковых чешуй, превышающих колоски по длине почти в два раза, а также обыкновенно фиолетовой окраской метёлок и жёлтой или фиолетовой окраской пыльников.

## Ботаническое описание

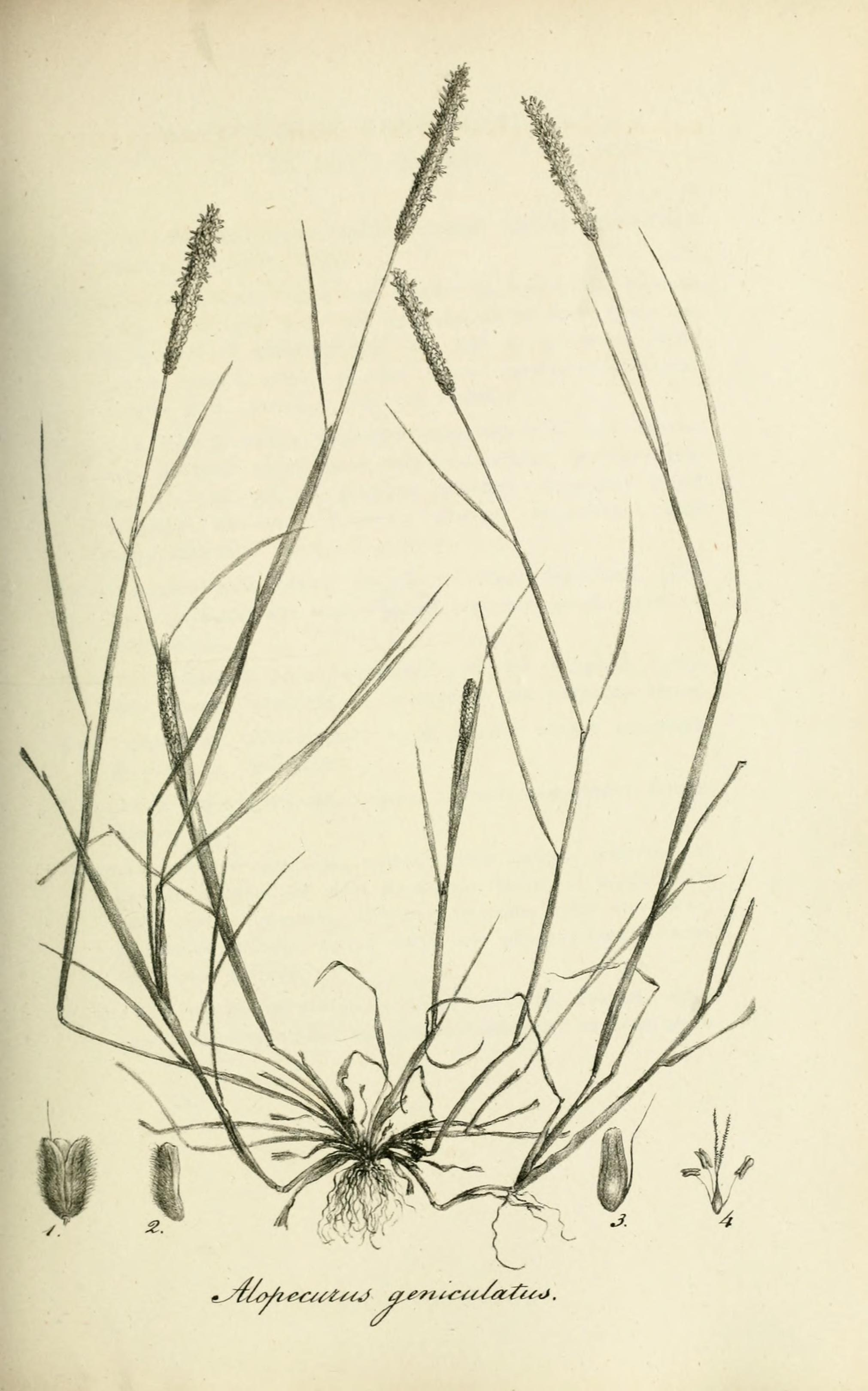
Ботаническая иллюстрация

Многолетнее или однолетнее растение. Стебли многочисленные, до 40 см высотой, в нижней части восходящие и укореняющиеся в узлах, иногда ползучие, коленчато изогнутые в 5—7 узлах, голые, продольно-бороздчатые, беловато-зелёные.
Листья серо-зелёные или зелёные, плоские, по жилкам с обеих сторон шероховатые или сверху гладкие, 2—12 см длиной и 3—7 мм шириной, линейные, на конце заострённые. Влагалища беловато-зелёные, гладкие, верхние — обыкновенно вздутые. Язычок 2—5 мм длиной, плёнчатый, закруглённый на верхушке.
Одноцветковые колоски собраны в узкоцилиндрическую колосовидную метёлку 1,5—7 см длиной и 3—7 мм толщиной, на верхушке тупую, зелёную, синеватую или фиолетовую. Каждый колосок на очень короткой ножке, уплощённый, 2—3,3 мм длиной. Колосковые чешуи равные колоскам по длине, узкопродолговатые, с килем, на верхушке тупые, плёнчатые, с тремя жилками, по килю шелковистые, по сторонам прижатоопушённые. Нижняя цветковая чешуя едва короче колосковых чешуй или равна им, широкопродолговатая до яйцевидной, на конце тупая, килеватая, с четырьмя жилками, гладкая, с коленчато изогнутой остью, выходящей немного выше основания, превышающей колосок по длине почти вдвое. Верхняя цветковая чешуя отсутствует. Пыльники жёлтые или сиреневые, до 2 мм длиной.
Зерновка узкоэллиптическая, скрыта в тонких цветковой чешуе, окружённой колосковыми чешуями. Одно растение образует 100—800 зерновок.

## Распространение
Встречается по сырым и заболоченным лугам, на низинных болотах, по берегам водоёмов, иногда как сорняк-антропохор в посевах озимых зерновых, а также многолетних трав.

## Значение и применение
Охотно поедается скотом, но после колошения грубеет. По наблюдениям в Казахстане не обеспечивает нажировку скота. После высушивания в сене сильно ссыхается. Для культуры не представляет интереса.
В фазе цветения содержит (от абсолютно сухого вещества в процентах): 11,2 золы, 12,9 протеина, 4,0 жира, 26,6 клетчатки, 45,3 БЭВ.

## Таксономия

### Синонимы
- Alopecurus australis Nees, 1843
- Alopecurus geniculatus var. aquaticus Schltdl., 1823
- Alopecurus pallescens Piper, 1901
- Alopecurus paludosus Crantz, 1766
- Alopecurus palustris subsp. geniculatus (L.) Syme, 1873
- Tozzettia geniculata (L.) Bubani, 1901